# Ditte Cederstrand
Edith Cecilie "Ditte" Cederstrand (født 14. august 1915 i København, død 14. november 1984 i Nykøbing Falster), var en dansk forfatter.
Nazismen havde påvirket Ditte Cederstrand personligt, ved at hun i 1937 giftede sig med den tyske præst Albin Siegbert Hummel og fra 1938 til 1944 boede hun i Tyskland hvor hun fik tre børn. I 1946 flyttede hun sammen med Harald Herdal, som hun var gift med fra 1949 til separationen i 1958 og skilsmissen i 1975. Hun debuterede i 1951 med DDR (rejsebog sammen med Harald Herdal). Hendes hovedværk, i alt 7 bind, om arbejdernes historie er De uspurgtes historie.
Gennem Harald Herdal kom hun i kontakt med Hans Kirk, Martin Andersen Nexø og Hans Scherfig og meldte sig ind i Danmarks Kommunistiske Parti (DKP). Hun engagerede sig også i Danmarks Demokratiske Kvindeforbund, der officielt henvendte sig til alle kvinder uanset politisk overbevisning og bl.a. havde fredspolitiske formål. Reelt var forbundet, der var stiftet i 1948, nært forbundet med DKP. I 1950 blev hun ekskluderet af partiet, men hun vedblev at opfatte sig som kommunist og var fra 1975 med i Socialistisk Kulturfront.
Ditte Cederstrands far Thor Cederstrand havde verdensrekorden på 50 km kapgang. Hendes datter var kunstmaleren Tove Hummel.